# Медицинская сигнализация
Медицинская сигнализация — тревожная сигнализация, которая позволяет одинокому пожилому человеку или инвалиду в повседневной жизни вызвать медицинскую помощь нажатием всего одной кнопки, которая всегда находится рядом с ним. Такую сигнализацию ещё называют Системой экстренного вызова помощи (PERS — Personal Emergency Response System).

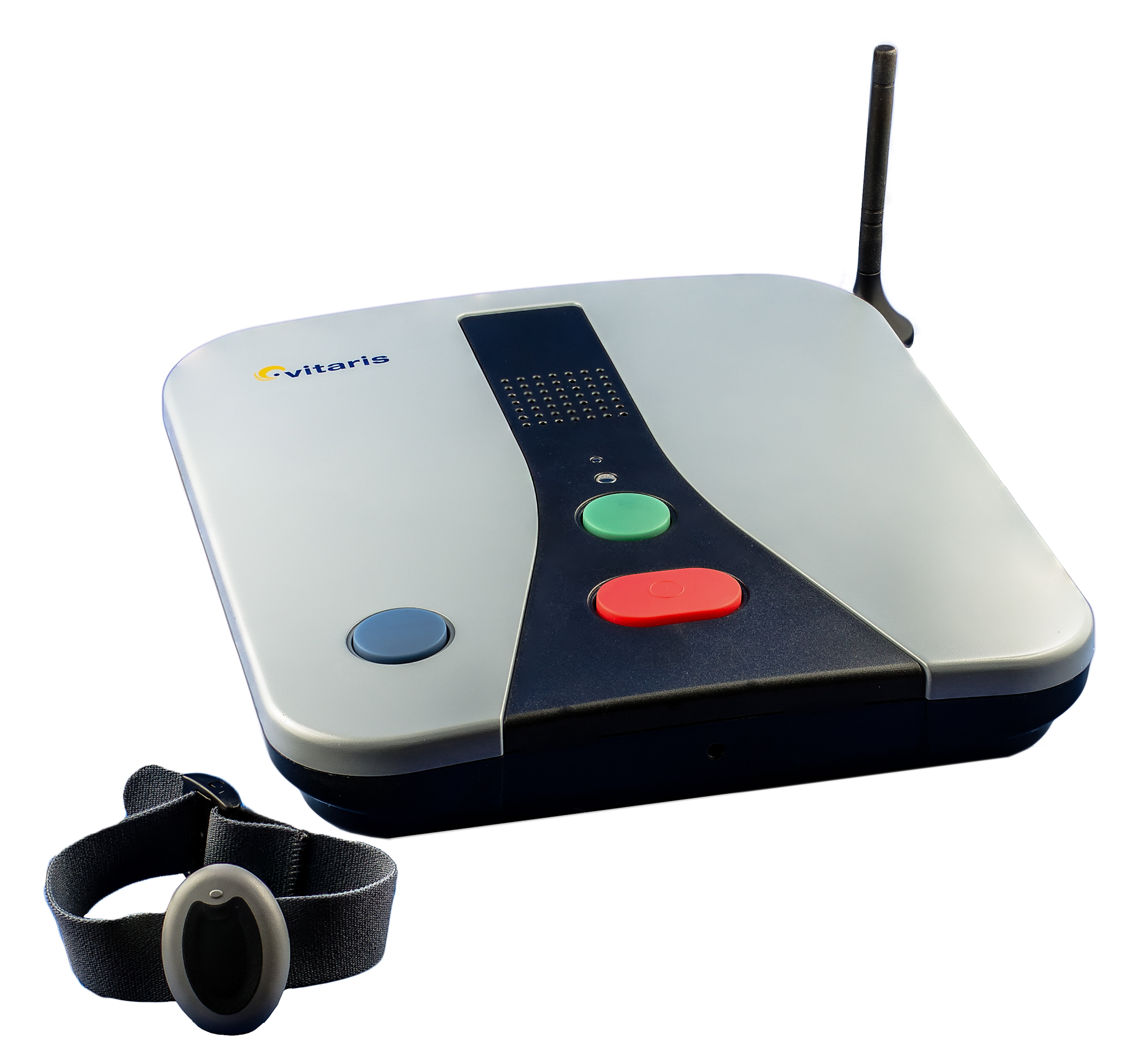
Медицинская сигнализация

## Принцип работы

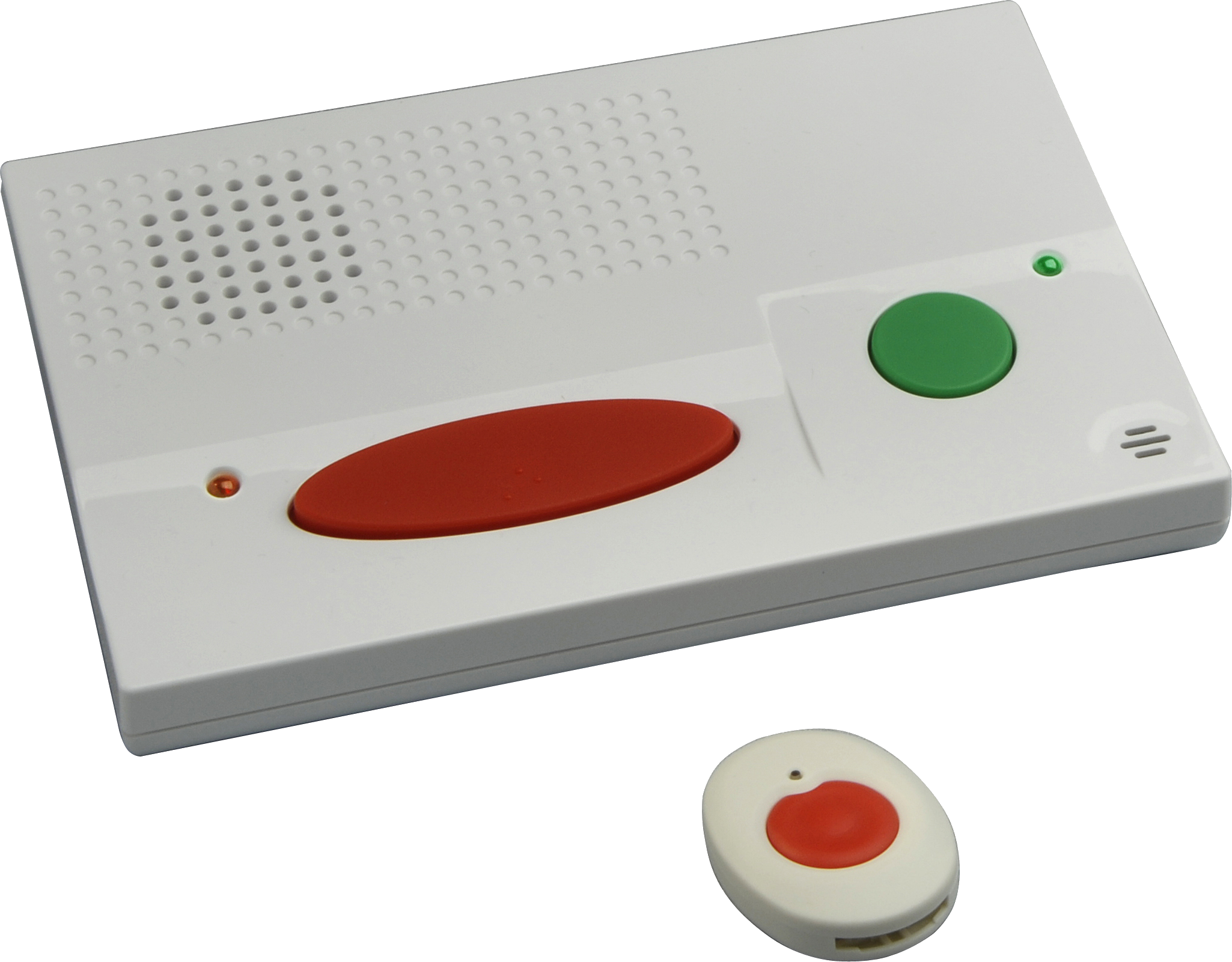
Медицинская сигнализация с тревожной кнопкой

Все системы медицинской сигнализации работают по одному принципу — рядом с пожилым человеком или рядом с инвалидом всегда находится «тревожная» кнопка. Одно нажатие «тревожной» кнопки посылает сигнал о помощи в круглосуточно работающий колл-центр, оператор колл-центра связывается с абонентом и, в случае необходимости, направляет к нему медицинскую помощь, оповещает его родных и близкий, лечащего врача и тому подобных. Стандартная система медицинской сигнализации состоит из «тревожной» кнопки, которую носят на запястье в виде браслета или на шее в качестве кулона, и домашней станции. Современные системы оснащаются дополнительными устройствами, например такими, как датчик падения, GPS и другими.

## История создания
Медицинская сигнализация была создана в Германии в начале 1970-х годов Вильямом Хорманом с целью облегчения вызова скорой медицинской помощи пожилым людям и инвалидам, которые проживают самостоятельно. Воплотить в жизнь проект Хорман смог с помощью AEG- Telefunken Backnang GmbH, его проект медицинской сигнализации «Hausnotruf» был представлен международной общественности в начале 1980 года. В 1982 году система «Hausnotruf» получила награду за инновацию в экономике Германии от бизнес клуба Wirtschaftsclub Rhein Main e.V. во Франкфурте-на-Майне.
В 1975 году Американская международная телефонная компания предложила систему экстренного домашнего телефона, похожую на проект Хормана. Пользователь носил кулон с кнопкой на шее, и при нажатии на кнопку, отправлялись сообщения на несколько запрограммированных номеров телефона.

## Датчик падения и определение местонахождения человека
Несколько лет назад появились медицинские сигнализации с датчиком падения. Примерно в это же время стали применяться мобильные устройства с тревожной кнопкой и GPS, позволяющее определять местоположение человека. Таким образом, появилась возможность использовать медицинскую сигнализацию вне дома. Такой специальный мобильный телефон позволяет определить местоположение человека с точностью до нескольких метров, поэтому помощь может быть оказана, даже если пожилой человек не может сообщить о своём местоположение.